# 聖胡安包蒂斯塔區 (瓦曼加省)
13°09′57″S 74°13′25″W / 13.1659°S 74.2236°W
聖胡安包蒂斯塔區（西班牙語：Distrito de San Juan Bautista），是秘魯的一個區，位於該國中南部阿亞庫喬大區的瓦曼加省，始建於1960年4月7日，面積18.7平方公里，海拔高度2,800米，2005年人口37,083，人口密度每平方公里2,000人。